# Sečanj
Sečanj (en serbe cyrillique : Сечањ ; en hongrois : Szécsány ou  Torontálszécsány ; en allemand : Setschan ou Petersheim) est une localité et une municipalité de Serbie situées dans la province autonome de Voïvodine. Elles font partie du district du Banat central. Au recensement de 2011, la localité comptait 2 104 habitants et la municipalité dont elle est le centre 13 282.
Sečanj est officiellement classée parmi les villages de Serbie.

## Géographie

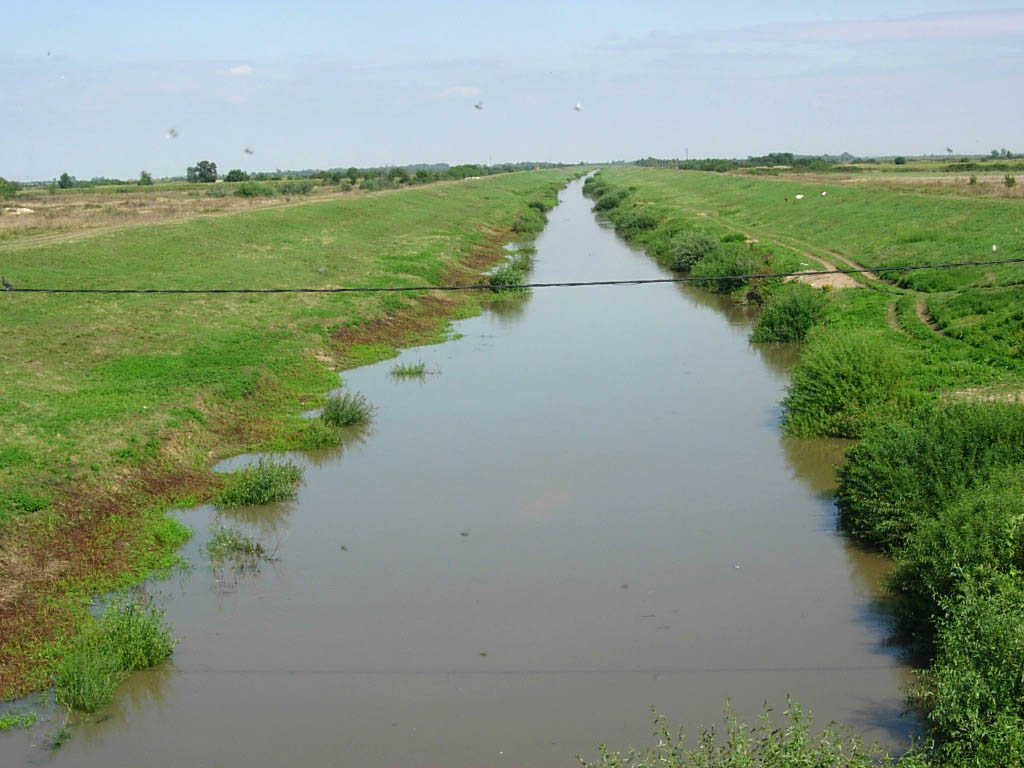
La Brzava près de Konak

## Localités de la municipalité de Sečanj

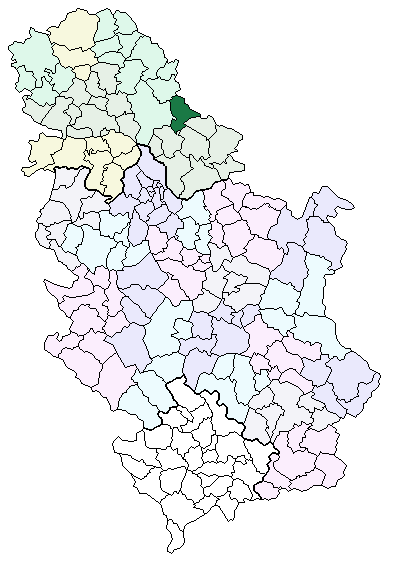
Localisation de la municipalité de Sečanj en Serbie
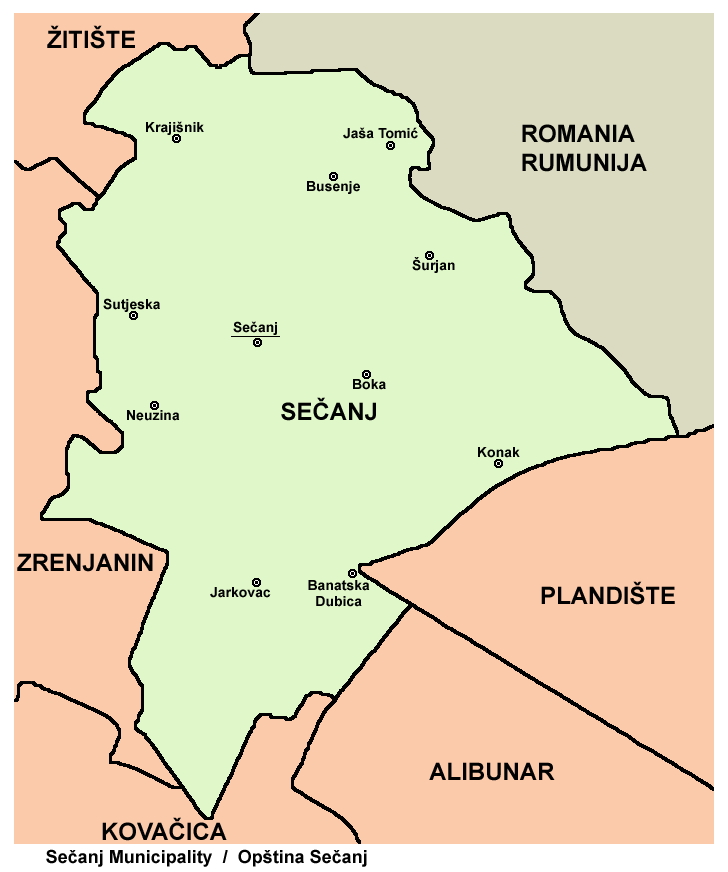
Localités de la municipalité de Sečanj

La municipalité de Sečanj compte 11 localités :
- Banatska Dubica
- Boka
- Busenje
- Jarkovac
- Jaša Tomić
- Konak
- Krajišnik
- Neuzina
- Sečanj
- Sutjeska
- Šurjan

Toutes les localités, y compris Sečanj sont officiellement considérées comme des « villages » (село/selo).

## Démographie

### Localité

#### Évolution historique de la population dans la localité
| 1948  | 1953  | 1961  | 1971  | 1981  | 1991  | 2002  | 2011  |
| ----- | ----- | ----- | ----- | ----- | ----- | ----- | ----- |
| 2 680 | 2 862 | 2 868 | 2 935 | 2 747 | 2 688 | 2 647 | 2 104 |

### Municipalité

#### Répartition de la population dans la municipalité (2002)
Toutes les localités possèdent une majorité de peuplement serbe, à l'exception de Busenje, où vit une majorité de Hongrois. Konak, Neuzina et Šurjan possèdent une majorité relative de peuplement serbe.

## Politique
À la suite des élections locales serbes de 2008, les 35 sièges de l'assemblée municipale de Sečanj se répartissaient de la manière suivante :
| Parti                                                                         | Sièges |
| ----------------------------------------------------------------------------- | ------ |
| Liste « Pour le développement de la municipalité de Sečanj »                  | 15     |
| Parti radical serbe                                                           | 8      |
| Pour une Serbie européenne                                                    | 5      |
| Liste « Ma municipalité »                                                     | 4      |
| Parti socialiste de Serbie - Parti des retraités unis de Serbie - Serbie unie | 3      |

Predrag Milošević, membre du Parti démocratique du président Boris Tadić, qui conduisait la liste Pour une Serbie européenne, a été réélu président (maire) de la municipalité. Biljana Savović, qui conduisait la liste « Za razvoj opštine Sečan » (« Pour le développement de la municipalité de Sečan »), a été élue présidente de l'assemblée municipale.